# John Backus
John Warner Backus (n. 3 decembrie 1924, Pennsylvania, SUA – d. 17 martie 2007, Ashland⁠(d), Oregon, SUA) a fost un informatician american, care a fost liderul echipei care a creat limbajul de programare Fortran, pentru care a primit în 1978 Premiul Turing din partea ACM.